# 天主教图尔奈教区
天主教圖爾奈教區（拉丁語：Dioecesis Tornacensis）是羅馬天主教在比利時的一個教教區，屬梅赫倫-布魯塞爾總教區。
教區位於埃諾省。2011年，有982,000名教友，估轄區總人口75%，有576個堂區、404名司鐸、39名終身執事、224名修士、562名修女。現任教區主教為居伊·阿皮尼。
教區成立於6世紀，屬蘭斯總教區。626年與諾永教區合併，1146年分開。1801年根據《1801年教務專約》改屬梅赫倫-布魯塞爾總教區。

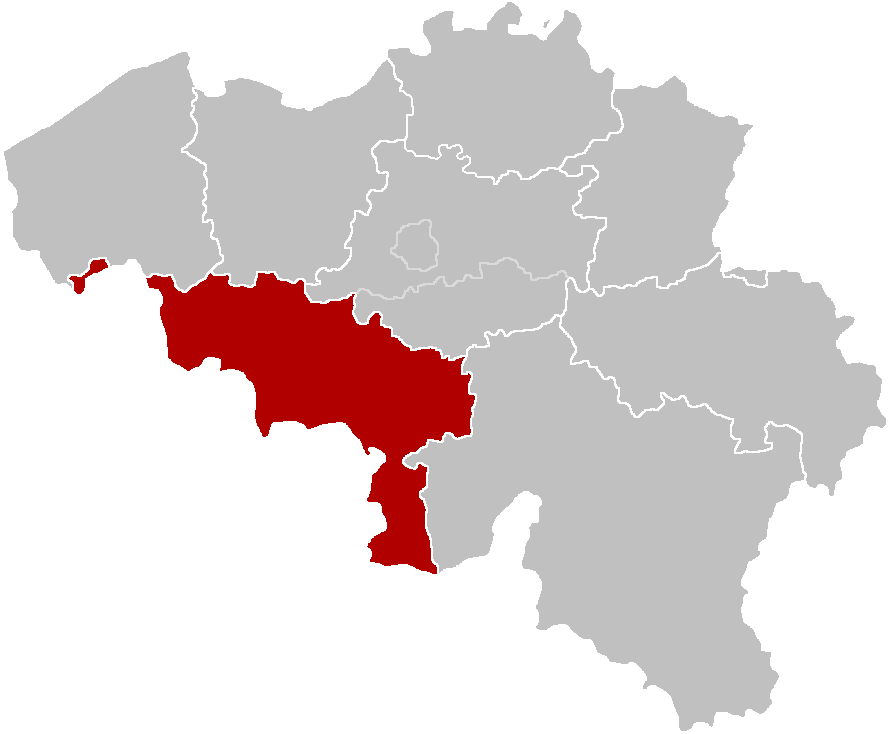
圖爾奈教區管轄範圍圖